# Laxarby distrikt
Laxarby distrikt är ett distrikt i Bengtsfors kommun och Västra Götalands län. 
Distriktet ligger nordost om Bengtsfors. 

## Tidigare administrativ tillhörighet
Distriktet inrättades 2016 och utgörs av socknen Laxarby i Bengtsfors kommun
Området motsvarar den omfattning Laxarby församling hade vid årsskiftet 1999/2000.